# Балроґ
Балроґи — у творчості Дж. Р. Р. Толкіна — маяри, які повстали разом з Мелькором і є його найстрашнішими слугами. Вони були вогняними демонами, оповитими хмарою мороку, користувалися вогняним батогом. Були могутньою зброєю Мелькора в битвах, проте після його падіння поступово почали зникати, і до кінця третьої епохи їх залишилися одиниці, і то в глибинах гір.
| Арда | Це незавершена стаття про твори Дж. Р. Р. Толкіна. Ви можете допомогти проєкту, виправивши або дописавши її. |